# Philodromus bilineatus
Philodromus bilineatus este o specie de păianjeni din genul Philodromus, familia Philodromidae, descrisă de Bryant, 1933. Conform Catalogue of Life specia Philodromus bilineatus nu are subspecii cunoscute.